# Traqueotomia
La traqueotomia és un procediment quirúrgic mitjançant el qual es fa una incisió a la tràquea per a extreure'n cossos estranys, tractar lesions locals o obtenir mostres per a biòpsies i, a diferència d'altres procediments similars, suposa el tancament immediat de la incisió traqueal.
Al contrari del que passa en altres idiomes (p.e.: l'anglès i el francès), en català, aquest terme no ha de ser confós (encara que és freqüent fins i tot en la literatura mèdica) amb un altre procediment quirúrgic: la traqueostomia (obertura realitzada a la tràquea en la qual s'hi insereix un tub o cànula per a facilitar el pas de l'aire als pulmons), la realització d'un traqueostoma (abocadura de la tràquea a la superfície del coll per a laringectomitzats) o la cricotirotomia (procediment d'urgència realitzat entre els cartílags tiroide i cricoide).
Són moltes les malalties i situacions d'urgència que fan necessària la traqueotomia.

## Etimologia i terminologia
L'etimologia de la paraula traqueostomia prové de dues paraules gregues : l'arrel tom- (del grec τομή tomḗ) que significa “tallar”, i la paraula tràquea (del grec τραχεία tracheía). La paraula traqueostomia, incloent l'arrel stom- (del grec στόμα stóma) que significa "boca", fa referència a la realització d'una obertura semipermanent o permanent i a la mateixa obertura. Algunes fonts ofereixen definicions diferents dels termes anteriors. Una part de l'ambigüitat es deu a la incertesa de la permanència prevista de l'estoma (forat) en el moment de la seva creació.

## Traqueostomia

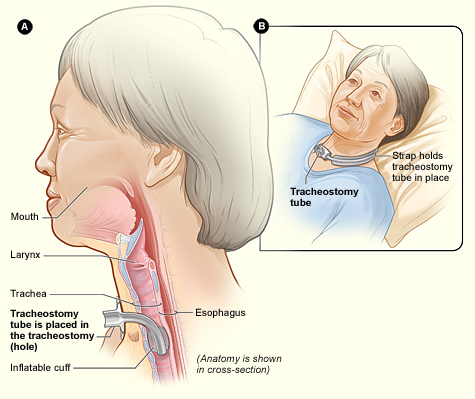
La figura A mostra una vista lateral del coll i la col·locació correcta d'un tub de traqueostomia a la tràquea La figura B mostra una visió externa d'un pacient que presenta una traqueostomia.

La traqueostomia consisteix, com abans s'ha dit en realitzar una incisió (tall) en l'aspecte anterior (davant) del coll i obertura d'una via aèria directa mitjançant una incisió a la tràquea. L' estoma (forat) resultant pot servir de forma independent com a via aèria o com a lloc per inserir un tub traqueal; aquest tub permet a una persona respirar sense l'ús del nas o la boca.

## Indicacions
Hi ha quatre raons principals per aplicar una traqueostomia:
1. Accés a la via aèria d'emergència
2. Accés de la via aèria per a una ventilació mecànica prolongada
3. Obstrucció funcional o mecànica de la via aèria superior
4. Eliminació de secrecions traqueobronquials, disminuïda o poc eficient

## Cures de traqueostomia
Després de practicar la traqueostomia i d'instal·lar la cànula, cal auscultar el tòrax del pacient per a verificar que hi ha sorolls respiratoris de ventilació.
Cal observar les puntes dels dits i les mucoses, per a assegurar-se que desapareix la cianosi.
S'haurà de tranquil·litzar al malalt, que no està respirant amb normalitat, i explicar-li que el tub està obert i que l'aire passa a través d'ell.
Per fer les cures de traqueotomia s'ha de tenir en compte, els següents processos:
- Si cal s'ha d'administrar aire enriquit en oxigen.
- Si cal s'ha d'aspirar les secrecions traqueobronquials, perquè van ocupant la cànula interna del tub de traqueotomia.
- S'ha d'evitar que els gèrmens entrin, ja que aquestes persones els manquen els mecanismes de defensa de les altres vies respiratòries.
- S'ha de tenir en compte si la traqueotomia ha de ser permanent, cal que s'ensenyi al mateix pacient a tenir-ne cura.